# Frank Nelson Cole

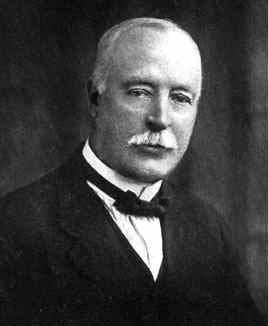
Frank Nelson Cole (um 1920)

Frank Nelson Cole (* 20. September 1861 in Ashland, Massachusetts; † 26. Mai 1926 in New York City) war ein amerikanischer Mathematiker.

## Leben und Wirken
Cole studierte von 1878 bis 1882 an der Harvard University und von 1883 bis 1885 in Leipzig, wo er Vorlesungen bei Felix Klein hörte. Cole reichte seine unter Anleitung von Klein geschriebene Doktorarbeit nach seiner Rückkehr in Harvard ein und promovierte dort 1886. Nach erster Lehrtätigkeit in Harvard von 1885 bis 1887 heiratete er 1888 die aus Göttingen stammende Martha Streiff und wurde im gleichen Jahr Professor an der University of Michigan. Ab 1895 wirkte er an der Columbia University. Im gleichen Jahr wurde er auch Geschäftsführer der American Mathematical Society und Redakteur des Bulletin of the American Mathematical Society.
Cole veröffentlichte eine Reihe von wichtigen Beiträgen zur Algebra und Zahlentheorie, darunter – auf Anregung von Otto Hölder – eine Liste aller einfachen Gruppen der Ordnung ≤ 600. Außerdem veröffentlichte er 1892 einen Beitrag zum Tagesgang des Luftdrucks.
Zu Coles Schülern gehört Eric Temple Bell.

## Cole-Vortrag
Im Jahre 1903 präsentierte er bei einem Treffen der American Mathematical Society in einem ungewöhnlichen Vortrag die Faktoren der Mersenne-Zahl 267-1 (kurz M67). Bereits 1876 hatte Édouard Lucas gezeigt, dass diese Zahl, entgegen der Angabe von Marin Mersenne, keine Primzahl ist. Primfaktoren dieser Zahl blieben aber unbekannt.
Bei seinem Vortrag ging Cole wortlos zur Tafel und berechnete den Wert von M67. Sodann schrieb er auf die andere Tafelseite die Aufgabe 193.707.721 · 761.838.257.287. Er führte die langwierige Multiplikation handschriftlich aus und zeigte am Schluss, dass beide Berechnungen zum gleichen Ergebnis von 147.573.952.589.676.412.927 führten. Ohne ein Wort gesprochen zu haben, ging Cole an seinen Platz zurück, während seine Kollegen aufstanden und ihm applaudierten. Cole gestand später, dass er für die Suche nach den Faktoren drei Jahre lang an den Wochenenden gerechnet habe.

## Colepreis
Nach seinem Tod, erstmals im Jahr 1928, verlieh die American Mathematical Society in seinem Gedenken den Colepreis (engl.: Frank Nelson Cole Prize) für herausragende mathematische Leistungen.

## Schriften
- Eugen Netto (übersetzt von F. N. Cole): The theory of substitutions and its applications to algebra. Ann Arbor, Michigan, 1892, online